# Xã Eminence, Quận Shannon, Missouri
Xã Eminence (tiếng Anh: Eminence Township) là một xã thuộc quận Shannon, tiểu bang Missouri, Hoa Kỳ. Năm 2010, dân số của xã này là 1.773 người.